# Stéphanie de Groof
Pour les articles homonymes, voir De Groof.
Stéphanie de Groof est une joueuse de hockey sur gazon belge qui joue pour le KHC Dragons.

## Biographie
- Naissance à Anvers le 29 mai 1991.

## Carrière
- Elle a concouru avec l'équipe première aux Jeux olympiques d'été de 2012 à Londres.